# Rebekah Jones
Rebekah Danielle Jones (Florida, 25 de juliol de 1989) és una científica, geògrafa, analista de dades i alertadora estatunidenca. Especialitzada en ciències de dades de sistemes d'informació geogràfica (SIG) per rastrejar huracans, epidemiologia i climatologia, es va convertir, al setembre de 2018, en analista de SIG al Departament de Salut de Florida, a Tallahassee. D'ençà del novembre de 2019 fins al maig de 2020, Jones va dirigir la secció de ciències de la informació geogràfica del Departament de Salut de l'estat de Florida, on va ajudar a la creació d’una presentació geoespacial per a l’huracà Michael. També va participar en el seguiment de la pandèmia COVID-19 a Florida.